# Ciriung
Ciriung is een bestuurslaag in het regentschap Bogor van de provincie West-Java, Indonesië. Ciriung telt 30.398 inwoners (volkstelling 2010).